# 해피 해피 브레드
해피 해피 브레드(일본어: しあわせのパン→행복의 빵)는 2012년 개봉한 일본의 드라마 영화이다.

## 개요
2012년 1월 21일 홋카이도에 선공개되어 1월 28일 일본에 전국적으로 개봉되었다. 감독, 각본은 미시마 유키코로 장편으로 첫 감독 작품이다. 주연은 하라다 토모요, 오오이즈미 요이다.

## 줄거리
그림처럼 아름답고 평화로운 홋카이도의 호숫가 마을, 도시 생활을 접고 내려온 젊은 부부 리에(하라다 토모요 분)와 미즈시마(오이즈미 요 분)가 ‘카페 마니’를 오픈한다.
맛있는 빵과 요리를 통해 카페 마니를 찾는 손님들에게 ‘행복’을 전해주고 싶은 리에와 미즈시마의 행복 레시피가 따뜻한 빵 굽는 소리와 향긋한 커피 내리는 향기와 함께 시작된다.

## 캐스팅
- 하라다 토모요 - 미즈시마 리에
- 오오이즈미 요 - 미즈시마 나오